# Тактовый сигнал
Тактовый сигнал, или синхросигнал, — сигнал, использующийся для согласования операций одной или более цифровых схем.
Синхросигнал обычно имеет форму меандра и колеблется между высоким и низким логическими уровнями.
Активным уровнем тактового сигнала принято называть момент переключения из одного состояния в другое. Активным уровнем является высокий уровень, если схема переключается в момент, задаваемый фронтом синхросигнала, то есть когда синхросигнал переключается из нижнего уровня в верхний. Если переключение происходит по срезу синхросигнала, то активный уровень — низкий.

## Частота синхросигнала
Та́ктовая частота́ — частота синхронизирующих импульсов синхронной электронной схемы, то есть количество синхронизирующих тактов, поступающих извне на вход схемы за одну секунду.
Обычно термин употребляется применительно к компонентам компьютерных систем. В самом первом приближении тактовая частота характеризует производительность подсистемы (процессора, памяти и пр.), то есть количество выполняемых операций в секунду. Однако системы с одной и той же тактовой частотой могут иметь различную производительность, так как на выполнение одной операции разным системам может требоваться различное количество тактов (обычно от долей такта до десятков тактов), а кроме того, системы, использующие конвейерную и параллельную обработку, могут на одних и тех же тактах выполнять одновременно несколько операций.
Период синхросигнала (clock period) — отрезок времени между соседними переключениями, совершаемыми в одном и том же направлении.
Частота синхросигнала (clock frequency) — величина, обратная периоду.
Скважность синхросигнала — отношение периода синхросигнала к длительности его активного состояния (скважность меандра равна двум).
Коэффициент заполнения — величина, обратная скважности.

## В процессорной технике
Такт процессора или такт ядра процессора — промежуток между двумя импульсами тактового генератора, который синхронизирует выполнение всех операций процессора.
Выполнение различных элементарных операций может занимать от долей такта до многих тактов в зависимости от команды и процессора. Общая тенденция заключается в уменьшении количества тактов, затрачиваемых на выполнение элементарных операций.